# Jean Mallot
Jean Mallot est un haut fonctionnaire et homme politique socialiste français, né le 20 août 1952 à Nizerolles (Allier). Il a été député de l'Allier et conseiller régional d'Auvergne.

## Formation et profession
Ingénieur des travaux publics de l'État (ENTPE), titulaire d'un MBA de l'université américaine Cornell, ancien élève de l'ENA (promotion 1984 « Louise Michel »), ancien sous-préfet, Jean Mallot est chef de mission de contrôle général économique et financier au ministère de l'Économie et des Finances (retraité).

## Vie professionnelle et politique
Membre du Parti socialiste, il en est le premier secrétaire de la fédération de l'Allier de 1994 à juin 2015. Il siège au conseil national et au bureau national jusqu'en juin 2015.
Ayant débuté en 1978, après son retour des États-Unis, comme enseignant-chercheur à l’École nationale des travaux publics de l'État où il a notamment créé la voie d'approfondissement "gestion des entreprises", Jean Mallot intègre l'ENA par la voie du concours interne. Il effectue ses stages à la mairie de Marseille et au Consulat général de France à Jérusalem. Au cours de sa scolarité (1983-1984) il est délégué des élèves, élu au titre de la CFDT.
À la sortie de l'école, il occupe plusieurs postes de sous-préfet (à Saint-Brieuc et Mende) puis de chef de bureau des Affaires immobilières de l'administration territoriale au ministère de l'Intérieur. Il est ensuite notamment conseiller parlementaire du Garde des sceaux Pierre Arpaillange (1989-1990) puis directeur du cabinet des ministres des relations avec le Parlement Jean Poperen et Martin Malvy (1990-1992), et conseiller spécial du ministre du budget Martin Malvy (1992-1993).
Candidat pour la première fois à l'élection législative de mars 1993 sur la 3e circonscription de l'Allier (Gannat/Saint-Pourçain) dont le député sortant est André Lajoinie (PCF), il échoue. Il rejoint le Service du Contrôle d’État au ministère des Finances, où il est chargé du contrôle financier sur les agences sanitaires (Agence française du sang, Agence du médicament...) et le GIE SESAM-Vitale, puis sur la CNAMTS.
Il siège au conseil municipal de Saint-Pourçain-sur-Sioule à partir de juin 1995 jusqu'en juin 2007 puis, élu conseiller régional en 1998, il siège au Conseil régional d'Auvergne jusqu'en 2015. Il appartient à l'opposition régionale de gauche jusqu'en 2004, Valéry Giscard d'Estaing étant alors président du Conseil régional. Puis, sous la présidence de Pierre-Joël Bonté et celle de René Souchon, il occupe les fonctions de vice-président chargé de l'Agriculture et celles de premier vice-président chargé des Finances du Conseil régional. 
En lien direct avec son mandat de conseiller régional d'Auvergne, il est, de 2006 à 2016, président directeur général de la SEM Volcans qui gère Vulcania, parc touristique et de médiation scientifique traitant du volcanisme (plus de 330 000 visiteurs par an).
Il est élu député le 17 juin 2007, pour la XIIIe législature (2007-2012), dans la 3e circonscription de l'Allier en battant, au deuxième tour, le député sortant Yves Simon (apparenté UMP) avec 50,80 % des suffrages. Il est classé comme particulièrement actif sur le site nosdeputes.fr
Il quitte l'exécutif de la région en 2007 pour assumer pleinement son mandat de député et présider le groupe socialiste du Conseil régional. Il est réélu à cette présidence de groupe en 2010. Il ne figure pas dans la liste conduite par Jean-Jack Queyranne pour les élections de décembre 2015 dans la nouvelle grande région Auvergne-Rhône-Alpes.
Le 18 juin 2009, il publie un communiqué sur son blog pour annoncer sa candidature à la primaire présidentielle socialiste de 2011. Jean Mallot utilise le ton de l'humour pour présenter le comité de soutien à sa candidature,,. Il renonce finalement à se présenter et apporte son soutien à la candidature de Martine Aubry dont il intègre en juillet 2011 l'équipe de campagne pour l'élection présidentielle de 2012 chargé avec Brigitte Dormont et Alain Fischer de la thématique « Santé et Sécurité sociale ». 
Sa circonscription ayant été supprimée lors du redécoupage électoral de 2010, et Guy Chambefort ayant décidé de briguer un second mandat sur la 1re circonscription, Jean Mallot tente d'obtenir l'investiture du Parti Socialiste dans la deuxième circonscription de l'Allier mais est devancé par Bernard Lesterlin, député sortant de la circonscription, lors d'un vote interne des militants socialistes.
Après les élections présidentielles et législatives de 2012, il devient le directeur du cabinet du ministre délégué aux Relations avec le Parlement Alain Vidalies, fonction qu'il cumule avec celle de conseiller aux Affaires politiques du Premier ministre Jean-Marc Ayrault,. Ayant rejoint le Contrôle général économique et financier au ministère de l'Économie et des Finances après le remaniement ministériel d'avril 2014, il retrouve en août 2014 un poste en cabinet ministériel comme conseiller spécial auprès d'Alain Vidalies, secrétaire d'État aux Transports, à la Mer et à la Pêche.
En février 2017, il est exclu momentanément du PS pour avoir poursuivi sa campagne et maintenu sa candidature à l'élection législative sur la 1re circonscription de l'Allier après que le parti eut décidé de réserver l'investiture à une femme, Magali Alexandre, par ailleurs conseillère régionale d'Île-de-France. Son exclusion est annulée lors du Congrès national du PS à Aubervilliers en avril 2018. Au Congrès de Villeurbanne (2021) il sera nommé secrétaire du Bureau national des adhésions du Parti socialiste.
En juillet 2017, il participe à la création de l'association "Novallia" dont l'objet est d'animer dans l'Allier une réflexion collective de gauche. Puis à partir de 2018 il anime le collectif ProjEchanger afin de contribuer à la mise à jour du projet socialiste.
Il est, depuis 2018, vice-président du Collectif Hubertine Auclert qui a pour objectif, en s'inspirant de cette Bourbonnaise pionnière du féminisme, de promouvoir des actions concourant à faire avancer la cause de l'égalité entre les femmes et les hommes, et plus généralement entre les êtres humains.
De 2018 à 2021 il enseigne à l'Institut catholique de Paris (Master 2 affaires publiques).
En 2021 et 2022 il préside le jury du Prix de l'innovation rurale de l'université de Paris-Dauphine.
Membre à partie de l'été 2017 de la mission “fondations reconnues d'utilité publique” du Contrôle général économique et financier (CGefi) au ministère de l'Économie, il est promu en novembre 2018 chef de mission au sein de ce service chargé de contrôler quelque 400 organismes. 
Retraité depuis le 21 mai 2019, il est contrôleur général honoraire.
Il est cependant maintenu au conseil d'administration de la Fondation Mérimée (Fondation pour les monuments historiques) en qualité de commissaire du gouvernement et siège au comité exécutif de la Fondation RTE. 
Il préside également, depuis 2019, la commission consultative des marchés de l'Institut national de la propriété industrielle (INPI).
Lors de l'élection législative 2022, il est candidat socialiste contre Yannick Monnet, candidat communiste investi par la NUPES pour lequel il se désiste au second tour. À la suite de cette candidature, il est suspendu du Parti socialiste puis devient trésorier du courant "Debout les socialistes!" d'Hélène Geoffroy. Sa suspension prend fin en juillet 2023 sur décision de la Commission nationale des conflits du Parti socialiste.
Elu en 2022 président de l'Union départementale des élus socialistes et républicains de l'Allier (UDESR 03) il est depuis 2023 vice-président de la Fédération nationale (FNESR) chargé des élus communaux et intercommunaux.
En 2024, lors des élections européennes, Jean Mallot figure sur la liste d'alliance entre le Parti socialiste et Place Publique menée par Raphaël Glucksmann, à la 33e place.

## Mandats politiques

### Député
- 20 juin 2007 - 19 juin 2012 : député de la troisième circonscription de l'Allier
- Secrétaire de la commission des Affaires sociales de l'Assemblée nationale, coprésident de la Mission d'évaluation et de contrôle des lois de financement de la sécurité sociale (MECSS), vice-président du Comité d'évaluation et de contrôle des politiques publiques. Auteur notamment du Rapport sur l'hôpital public : mieux gérer pour mieux soigner (juin 2010) et, avec Jean-Pierre Gorges, député UMP d'Eure-et-Loir, du Rapport d'évaluation sur la défiscalisation des heures supplémentaires : travailler plus pour gagner plus (juin 2011).
- Vice-président de l'Assemblée nationale d'octobre 2011 à juin 2012.

### Conseiller régional
- 15 mars 1998 - 28 mars 2004 : conseiller régional d'Auvergne
- 29 mars 2004 - 22 août 2007 : vice-président du Conseil régional d'Auvergne (chargé de l'Agriculture, des Finances et de Vulcania).
- 23 août 2007 - 20 mars 2010 : conseiller régional d'Auvergne (président du groupe socialiste)
- 21 mars 2010 - 13 décembre 2015 : conseiller régional d'Auvergne (président du groupe socialiste et républicain)

### Conseiller municipal
- 18 juin 1995 - 18 mars 2001 : conseiller municipal de Saint-Pourçain-sur-Sioule
- 19 mars 2001 - 18 juin 2007 : conseiller municipal de Saint-Pourçain-sur-Sioule (démission pour cumul de mandat après son élection comme député)
- 15 mars 2020 - aujourd'hui : conseiller municipal de Saint-Pourçain-sur-Sioule et conseiller communautaire de Saint-Pourçain-Sioule-Limagne.